# 薩爾瓦多地鐵
薩爾瓦多地鐵（葡萄牙語：Metrô de Salvador）是巴西巴伊亞州首府薩爾瓦多的城市軌道交通系統，於2014年通車。現有一條線路與8座車站，另有19座車站計劃中。

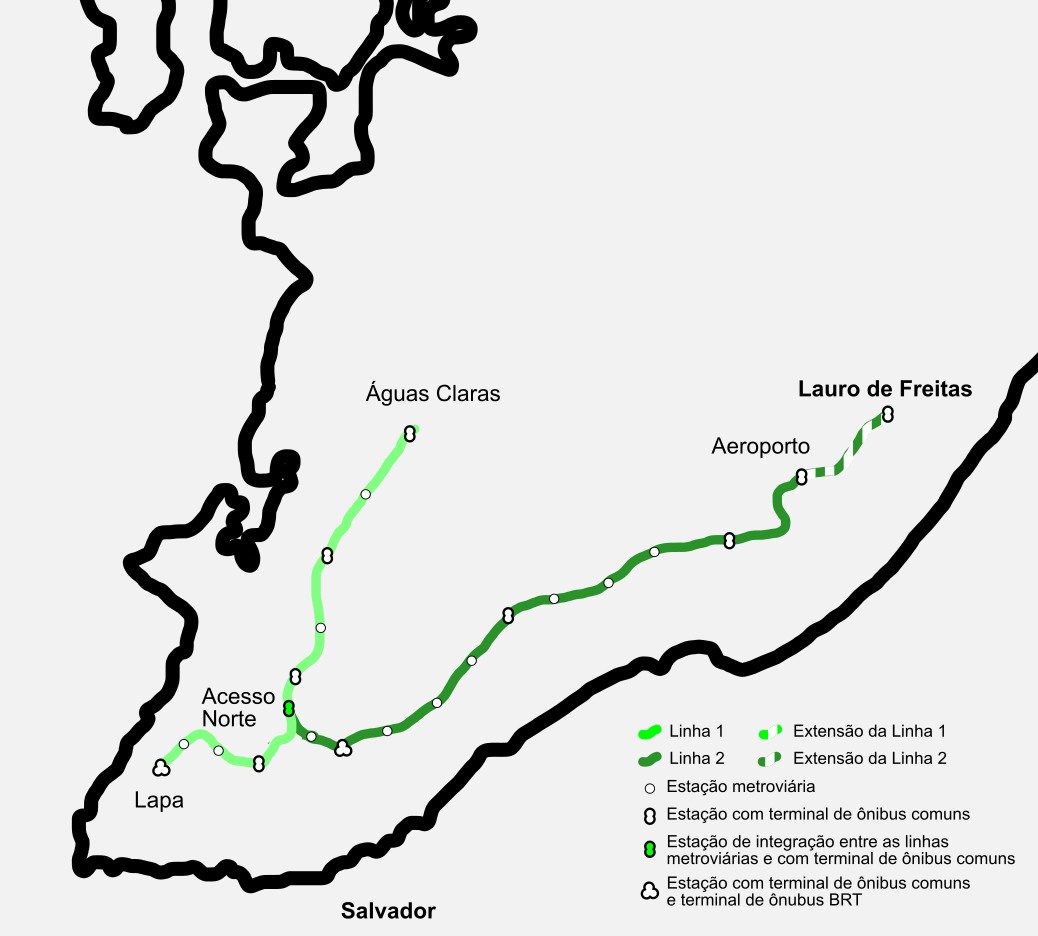
薩爾瓦多地鐵路線圖